# CTB 87
CTB 87, también llamado SNR G074.9+01.2, G74.9+1.2 y 4C 37.57, es un resto de supernova situado en la constelación de Cygnus. 
Fue descubierto como radiofuente en 1960 en un estudio de radiación galáctica llevado a cabo a 960 MHz de frecuencia.

## Morfología
CTB 87 tiene una morfología en banda de radio llena desde su centro, en contraste con la mayor parte de restos de supernova que se caracterizan por tener una cáscara o caparazón.
Su tamaño es de 8 × 6 minutos de arco.
No se ha detectado ninguna emisión de rayos X térmica desde este resto de supernova.
Los análisis de las distintas componentes de rayos X indican que CTB 87 es una nebulosa de viento de púlsar (PWN)
evolucionada, que ya ha interactuado con el choque inverso de la explosión de la supernova.
Las observaciones de CO muestran que el resto de supernova delineado por emisión de radio está cubierto por un complejo de nubes moleculares.
Simulaciones de la evolución del sistema dan como resultado que CTB 87 proviene de una supernova de tipo II con una masa de eyección de unas 12 masas solares y una energía de explosión de aproximadamente 7 × 1050 erg.

## Remanente estelar
La estrella de neutrones de CTB 87, CXOU J201609.2+371110, fue resuelta por primera vez con el observatorio de rayos X Chandra y se halla rodeada por una compacta y extendida nebulosa de rayos X. Hasta la fecha no se han observado pulsaciones provenientes de este remanente estelar. No obstante, combinando su edad —véase más abajo— con la pérdida de energía prevista por el frenado en su rotación, se ha estimado que su período de rotación puede estar entre 0,13 y 0,065 s.
La morfología de la nebulosa de viento de púlsar sugiere la presencia de una estructura toroidal y un posible «jet».

## Edad y distancia
La edad de los restos de supernova se determina normalmente empleando las propiedades de la emisión de rayos X del plasma asociado a su cáscara o caparazón; en el caso de SNR G074.9+01.2, al no existir esta, la edad se puede estimar por el desplazamiento entre la emisión en banda de radio y en rayos X del plerión, que se puede atribuir al movimiento de la estrella de neutrones desde su nacimiento tras la explosión de la supernova. De acuerdo a esto, CTB 87 tiene una edad en el rango de 5000 - 28 000 años. Adicionalmente, utilizando la velocidad  promedio de los púlsares jóvenes, la edad de este resto de supernova se puede aproximar a unos 9000 años.
CTB 87 se encuentra a una distancia de 6100 ± 900 pársecs, valor calculado por la relación extinción-distancia, lo que sitúa a este resto de supernova dentro del brazo espiral de Perseo.